# Ji Dong-Won
Ji Dong-Won (Hangul: 지동원), född den 28 maj 1991 i Jeju, Sydkorea, är en sydkoreansk fotbollsspelare (anfallare) som spelar för 1. FSV Mainz 05.
Han var med och tog OS-brons i herrfotbollsturneringen vid de olympiska fotbollsturneringarna 2012 i London.